# Cleora schulzei
Cleora schulzei är en fjärilsart som beskrevs av Heinrich 1917. Cleora schulzei ingår i släktet Cleora och familjen mätare. Inga underarter finns listade i Catalogue of Life.